# Straße von Tiquina

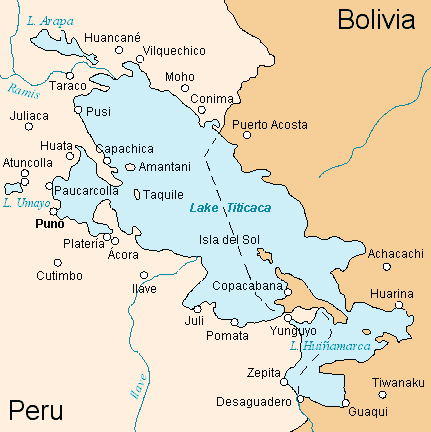
Titicaca-See

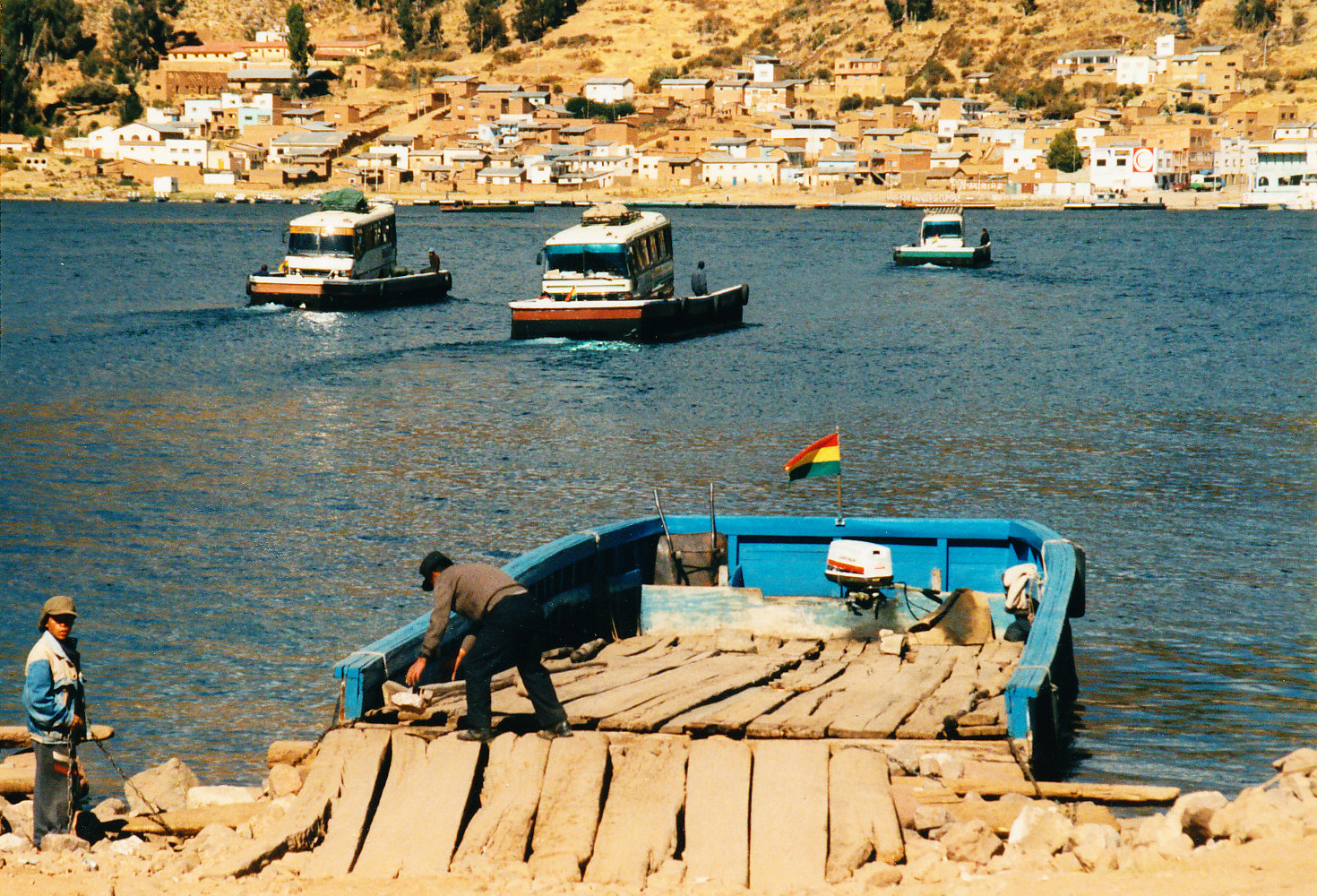
Überquerung der Straße von Tiquina, mit San Pedro im Hintergrund

Die Straße von Tiquina (spanisch Estrecho de Tiquina) ist eine Engstelle im Titicaca-See auf dem Altiplano in Bolivien, die den nördlichen Hauptteil des Sees, den Lago Chucuito, mit dem Südteil des Sees verbindet, dem Lago Wiñaymarka.
Die Straße von Tiquina hat eine Breite von 800 m und eine Mindest-Wassertiefe von 21 Metern. Sie liegt im Landkreis (bolivianisch: Municipio) San Pedro de Tiquina in der Provinz Manco Kapac im Departamento La Paz. Die Straße von Tiquina wird von der Fernstraße Ruta 2 überquert, welche die Metropole La Paz mit der Copacabana-Halbinsel verbindet.
Die Wasserstraße wird zwischen den beiden Ortschaften San Pablo de Tiquina im Südosten und San Pedro de Tiquina durch die einzige öffentliche Fähre in Bolivien gequert. Zur Überquerung der Straße werden die Fahrzeuge einzeln mit zerbrechlich aussehenden Fährbooten (siehe Foto) transportiert, Busreisende müssen ihre Busse verlassen und werden auf Passagier-Fährbooten transportiert, während die Busse auf Busfähren verladen werden. Die Überfahrt über die Straße von Tiquina dauert etwa 15 bis 20 Minuten und kostet für Personen 1,50 Bolivianos (etwa 0,15 Euro) und für Fahrzeuge 30 Bolivianos (Stand Mai 2011)
Überlegungen, die Enge mit einer Straßenbrücke zu überqueren, erhalten immer dann Nahrung, wenn eines der Transportboote bei der Durchquerung der Wasserstraße verunglückte, so auch im Januar 2011, als der Gouverneur des Departamentos La Paz, César Cocario, erneut diesen Gedanken aufgegriffen hat.